# Bearsted
Bearsted – wieś w Anglii, w hrabstwie Kent, w dystrykcie Maidstone. Leży 1 km na południowy wschód od miasta Maidstone i 53 km na południowy wschód od centrum Londynu.